# Stenoptilodes brevipennis
Stenoptilodes brevipennis is een vlinder uit de familie van de vedermotten (Pterophoridae). De wetenschappelijke naam van de soort is voor het eerst geldig gepubliceerd in 1874 door Zeller.